# Beraeodes pectinatus
Beraeodes pectinatus is een fossiele soort schietmot uit de familie Beraeidae.